# Hallstraße (Augsburg)

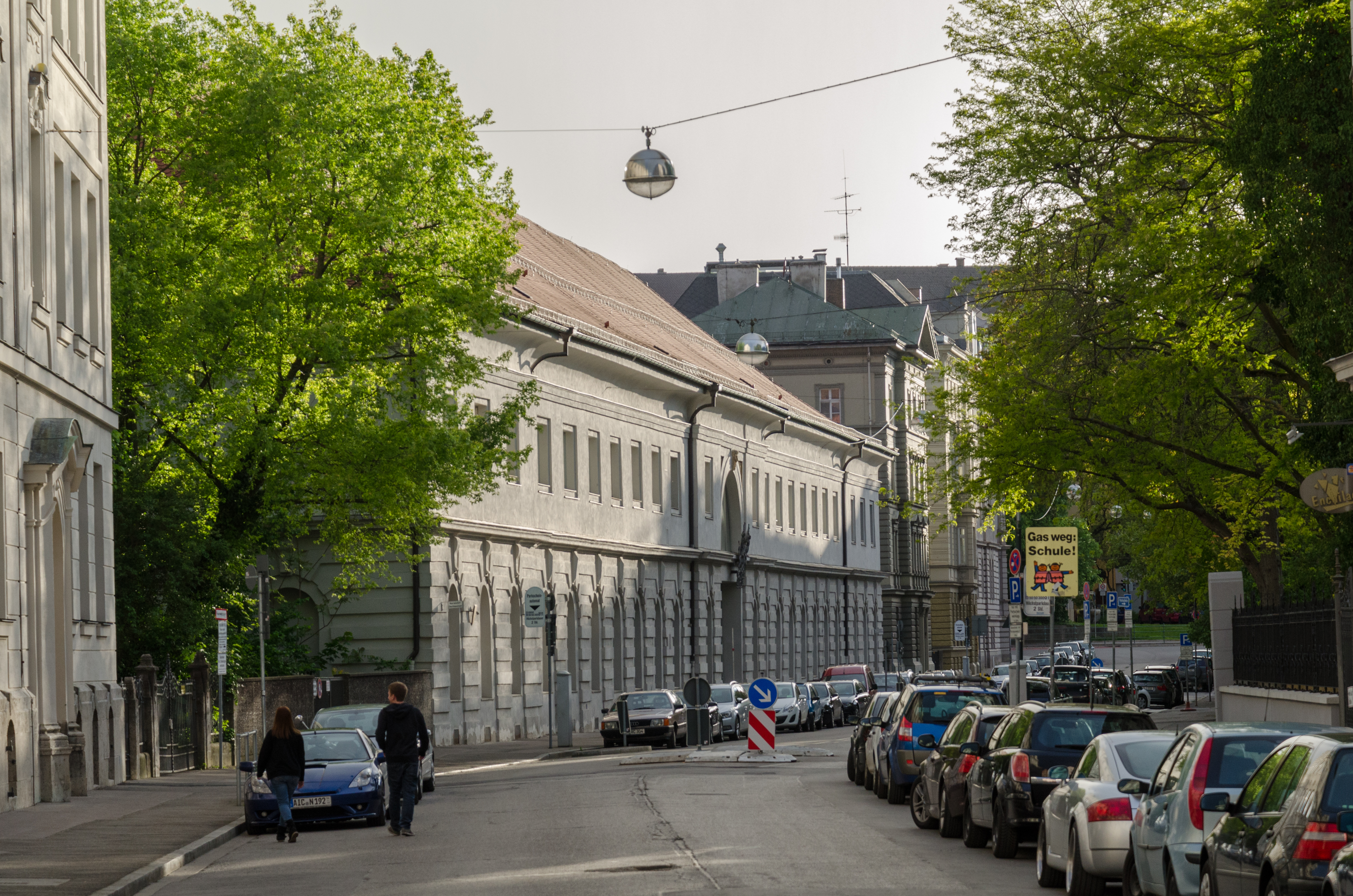
Die Augsburger Hallstraße (Blickrichtung Westen) mit dem alten Zollgebäude in der Bildmitte

Die Hallstraße liegt in der Augsburger Innenstadt und verbindet die Konrad-Adenauer-Allee mit der Maximilianstraße. 
Ursprünglich befand sich an der Stelle der heutigen Straße der Klostergarten des Katharinenklosters. Infolge der bayerischen Besetzung der Reichsstadt entstand hier der Hallhof. Fuhrleute gelangten von Westen her durch das neu errichtete Halltor in den Hof und mussten dort in einer langgestreckten Halle ihre Waren verzollen. Zu Dultzeiten wurden auch Karussells und Schießbuden im Hallhof aufgebaut. Dies fand 1878 jedoch ein Ende, als die Schausteller zum Kleinen Exerzierplatz (heute Plärrergelände) umziehen mussten.  Die Hallstraße entstand anschließend um 1880, als das Halltor im Westen und das königliche Bezirksgericht im Osten an der Maximilianstraße abgebrochen wurden.
Das alte Zollgebäude blieb erhalten und ist heute Teil des Holbein-Gymnasiums. Ihm gegenüber liegt das ehemalige Katharinenkloster, welches heute ebenfalls zum Gymnasium gehört. Darüber hinaus gibt es sowohl auf der Südseite als auch auf der Nordseite der Hallstraße weitere historische Bauten, die als Baudenkmäler in der Bayerischen Denkmalliste eingetragen sind. Besonders erwähnenswert ist die 1905 im Stile des Neubarocks erbaute Ulrichsschule (auch als Hallschule bekannt) an der Einmündung zur Maximilianstraße (Hausnummer 52).
In der Hallstraße 14 in Augsburg war ein Wohnhaus ("Judenhaus"), in das während der Zeit des Nationalsozialismus jüdische Mieter zwangsweise eingewiesen wurden. Dies diente der Diskriminierung, Kontrolle und Vorbereitung zur Deportation der jüdischen Bevölkerung.